# Witrugmonarch
De witrugmonarch (Symposiachrus menckei, synoniem: Monarcha menckei) is een zangvogel uit de familie Monarchidae (monarchen). Deze vogel is genoemd naar de Duitse ontdekkingsreiziger Bruno Mencke (1876-1901) die tijdens de expeditie overleed op het eiland waar deze vogel werd ontdekt.

## Verspreiding en leefgebied
Deze soort is endemisch op het eiland Mussau in de Bismarck-archipel.

## Status
De grootte van de populatie is niet gekwantificeerd maar de soort wordt omschreven als algemeen. Het verspreidingsgebied is echter klein en het is onduidelijk wat het effect is van ontbossing. Op de Rode lijst van de IUCN heeft deze soort de status gevoelig.